# Гесс, Мозес
Мозес Гесс (Хесс) (нем. Moses Hess, Моше, также Мориц, Моисей; 21 июня 1812, Бонн — 6 апреля 1875, Париж) — один из первых немецких социалистов, оказавший влияние на Карла Маркса и Фридриха Энгельса, один из основателей вульгарного коммунизма. Немецкий еврейский философ, младогегельянец, автор термина отчуждение. Один из ранних провозвестников сионизма (в частности, его социалистического направления).

## Биография
Мозес Гесс родился в Бонне. Его родители переехали в интересах бизнеса в Кёльн, и до 14 лет Гесс жил у своего деда, коммерсанта, знатока Торы, который воспитал его в духе ортодоксальных еврейских традиций.
В 1837—1839 годах он изучал философию в Боннском университете, но диплома не получил.
С конца 1841 года Гесс стал одним из редакторов кёльнской радикальной «Рейнской Газете» (Rheinische Zeitung) (запрещена правительством в марте 1843 года), а с конца 1842 года — её парижским корреспондентом. Как лидер течения «истинный социализм» (синтез идей немецкого идеализма, французского утопического социализма и этики Л. Фейербаха) видел в коммунистическом обществе воплощение практической этики. Он полагал, что свободный труд должен заменить капиталистическую систему, основанную на эксплуатации человека человеком.
После прихода в газету Карла Маркса, Гесс оказывал заметное влияние на его образ мысли; они совместно работали над несколькими проектами. Позднее, однако, Маркс отверг предлагаемую Гессом разновидность утопического социализма, подвергнув его резкой критике в «Манифесте Коммунистической партии» (1848). Гесс, однако, остался этическим социалистом и тогда, когда в 1846—1851 годах примыкал к Марксу, признав важность политико-экономических факторов для построения коммунизма. Постепенно Гесс меняет свои идеалистические взгляды и становится более прагматичным в своих убеждения. С 1863 года стал сторонником Ф. Лассаля.
После смерти отца в 1851 году Мозес Гесс унаследовал состояние, обеспечившее ему экономическую независимость. Тогда же Гесс женился на Сибилл Пеш, своей политической единомышленице, исповедовавшей христианство.
В качестве журналиста Гесс много путешествовал по Бельгии и в 1845 году примкнул там к коммунистическому движению. Во время революции 1848 года в Германии Гесс был вынужден бежать из страны и, после странствований по Европе, поселился в 1853 году в Париже, занимаясь главным образом публицистикой.
В 1861—1863 годах Мозес Гесс жил в Германии, где опубликовал свою самую известную работу «Рим и Иерусалим: исследование еврейского национализма» (1862; Rom und Jerusalem, die letzte Nationalitatsfrage), представляющую собой классическую теорию сионизма.
В конце 1863 года Гесс вернулся в Париж, наладил сотрудничество с еврейскими и другими издательствами. Он также был парижским корреспондентом ряда социалистических газет США и Германии. Когда началась Франко-прусская война, Мозес Гесс, как подданный Пруссии, был изгнан из Франции. Он поехал в Бельгию, но после войны вернулся в Париж и начал новую философскую работу. Однако смерть оборвала её.
В соответствии с последней волей Гесса, он был похоронен на еврейском кладбище в Дейце близ Кёльна. В 1961 году останки Мозеса Гесса были перевезены в Израиль и покоятся на кладбище у озера Кинерет. Именем Гесса назван мошав Кфар-Хес и улицы в нескольких израильских городах.

## Деятельность

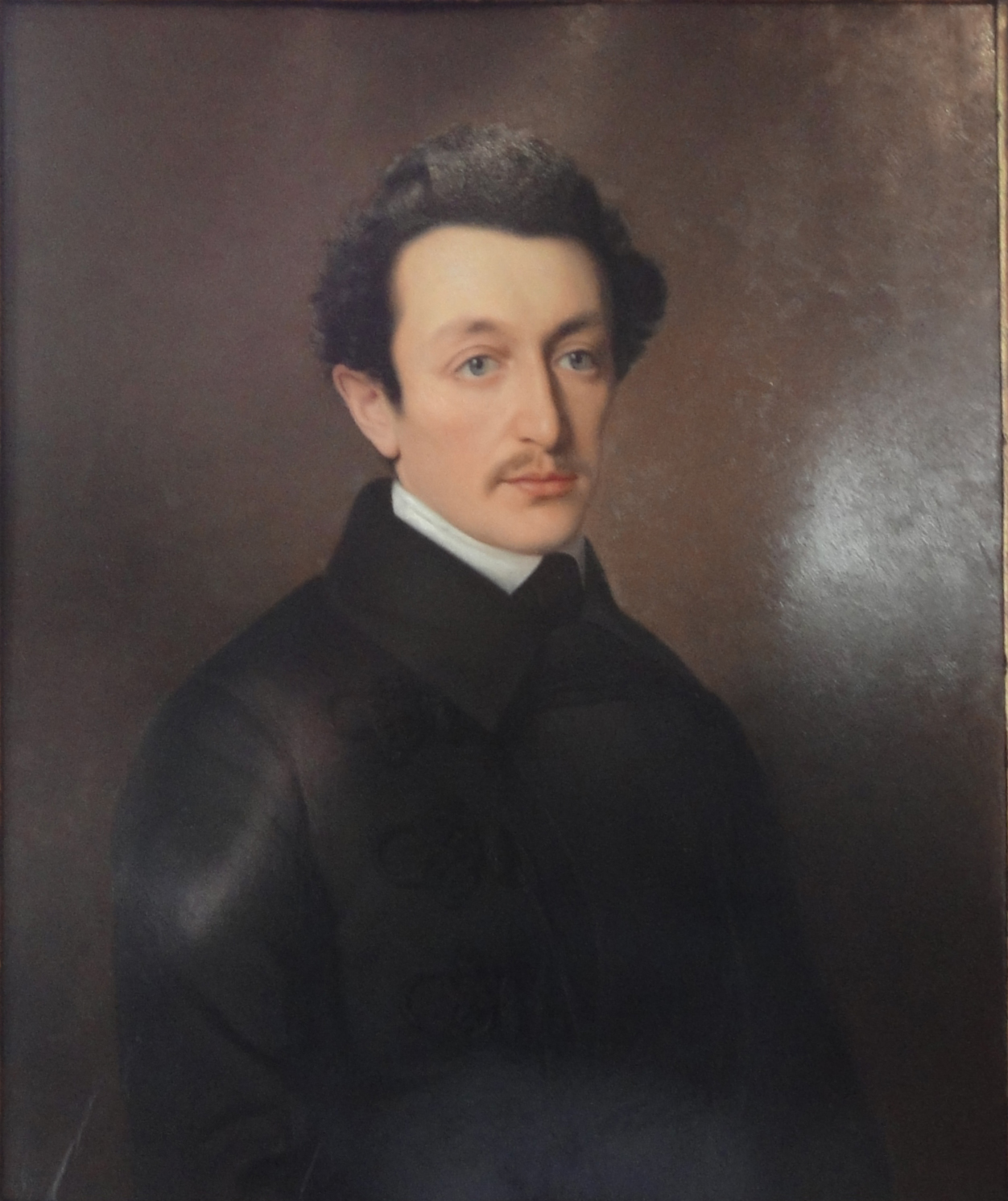
Мозес Гесс в 1846 году

В своей первой опубликованной работе «Священная история человечества, написанная юным последователем Спинозы» (1837; Heilige Geschichte der Menschheit von einem Junger Spinoza) Гесс пытался сочетать гегелевскую триаду развития общества с пантеистическим представлением о Боге, заимствованным у Баруха Спинозы. В книге «Европейская триархия» (1841) он призывает создать прогрессивный союз трёх великих держав (Великобритании, Франции и Германии) против реакционной России.
Среди прочего в своих трудах Гесс уделяет место и судьбе еврейства, однако его отношение к еврейскому вопросу претерпело ряд изменений. В 20-е годы XIX века он ощущал себя немцем и верил, что евреи должны полностью ассимилироваться посредством эмансипации и поощрения смешанных браков. В этот период Гесс резко нападает на иудаизм. Даже Дамасское дело (1840), пробудившее в нём национальные чувства, не поколебало взглядов Гесса, и он их придерживался ещё долгое время.
Позднее, реагируя на всплеск антисемитизма в Европе, Гесс выражал сострадание своим собратьям. В своей знаменитой книге «Рим и Иерусалим», Гесс выдвигает идею, согласно которой, первичной движущей силой истории человечества является расовая борьба, вторичной — классовая. Две «мировые исторические расы» — арийцы и семиты — объединёнными усилиями в области культуры создали современное общество: первые — стремлением объяснить и украсить жизнь, вторые — освятив её и внеся в неё моральное начало. Различия между расами не означают их деления на высшие и низшие. Следовательно, нет оправдания дискриминации или угнетению какой-либо из них. Итогом исторического развития, по мнению Гесса, должно стать гармоническое сотрудничество всех наций, независимость которых — необходимая предпосылка социального прогресса. 
После первого личного столкновения с антисемитизмом Мозес Гесс вернулся к еврейской национальной концепции, основанной на том, что еврейский народ, живя в изгнании, обязан сохранить свою национальную самобытность, в то время, как полная независимость достижима лишь в национальном государстве, возрождённом на земле предков, в Эрец-Исраэль. Единственное средство сохранения национальной самобытности Гесс видел в еврейской религии. При этом он считал, что до создания в Палестине еврейских политических и социальных учреждений не следует вносить в еврейскую религию каких-либо изменений. В национальном еврейском государстве задачу приведения религиозных законов в соответствие с нуждами нового общества следует доверить выборному Синедриону (Высшему совету мудрецов). Структура еврейского государства, по представлениям Гесса, должна базироваться на общенациональной собственности на землю; на правовых нормах, обеспечивающих процветание труда; на обобществлении сельского хозяйства, промышленности и торговли «в соответствии с Моисеевыми, то есть социалистическими принципами» («Рим и Иерусалим», письмо 12).
Книга вызвала острую полемику и нападки на Гесса со стороны его товарищей по рабочему движению, но затем на некоторое время была забыта. Эти призывы не произвели ожидаемого эффекта, поскольку, как пишет Вальтер Лакер, распространялись «вне опоры на политические и социальные силы, которые могли бы обеспечить руководство в борьбе за из реализацию». В еврейской среде не наблюдалось подъёма национального самосознания.
Работы Мозеса Гесса и его личность были оценены по достоинству только с расцветом сионистского движения. Идеи Гесса оказали влияние на таких сионистских лидеров как Ахад-ха-Ам и Теодор Герцль. Статьи о Гессе и ранние переводы его трудов стали появляться в 80-е годы XIX века. Двухтомное собрание сочинений Гесса было издано на немецком, польском и иврите под редакцией Мартина Бубера (1954-1956). Интерес социалистов к Гессу в XX веке также возрос. Лакер пишет, что анализ еврейских проблем в тогдашнем европейском обществе, сделанный Гессом, был выше чем любого современника. По мнению Лакера, его книга — «часть пророческого труда гения».

### На русском языке
- «Рим и Иерусалим», Тель-Авив, 1979